# Simms Building
El Simms Building es un rascacielos histórico de oficinas histórico de gran altura en el centro de Albuquerque, la ciudad más poblada del estado de Nuevo México (Estados Unidos). Diseñado por Flatow y Moore y terminado en 1954, fue el primer edificio modernista a gran escala de la ciudad y está considerado como "el mejor ejemplo del estilo internacional de Albuquerque". El edificio fue agregado al Registro de Bienes Culturales del Estado de Nuevo México en 1997 y al Registro Nacional de Lugares Históricos en 1998, solo 44 años después de su finalización.
Con 55 m de altura y 13 pisos, era el más alto de Nuevo México hasta que se completó el Bank of New Mexico Building al otro lado de la calle en 1961. Su diseño se inspiró en las últimas tendencias de la arquitectura moderna, especialmente la Lever House en Nueva York, con muros cortina de vidrio y una combinación de volúmenes verticales y horizontales. Los bloques de arenisca del edificio anterior en el sitio, el Commercial Club, se incluyeron en las paredes exteriores. El Simms Building también incluyó un innovador sistema de calefacción y refrigeración radiante con capacidades limitadas de calefacción solar. El edificio recibió atención a nivel nacional y local y ayudó a catalizar el movimiento de la arquitectura moderna en Nuevo México.

## Historia
El Simms Building fue encargado en 1952 por el banquero y ex congresista Albert G. Simms, quien había sido propietario del Commercial Club desde 1932. Para diseñar el edificio, contrató a Max Flatow y Jason Moore, cuya firma recientemente establecida Flatow and Moore se convertiría en una de las más grandes de Nuevo México. De hecho, el Simms Building fue su primer gran proyecto como socios. Simms inicialmente planeó construir un edificio de cuatro o cinco pisos, pero cuando los arquitectos le mostraron una propuesta más ambiciosa de 12 pisos, decidió seguir adelante con el proyecto a pesar de que sintió que era una "idea loca".

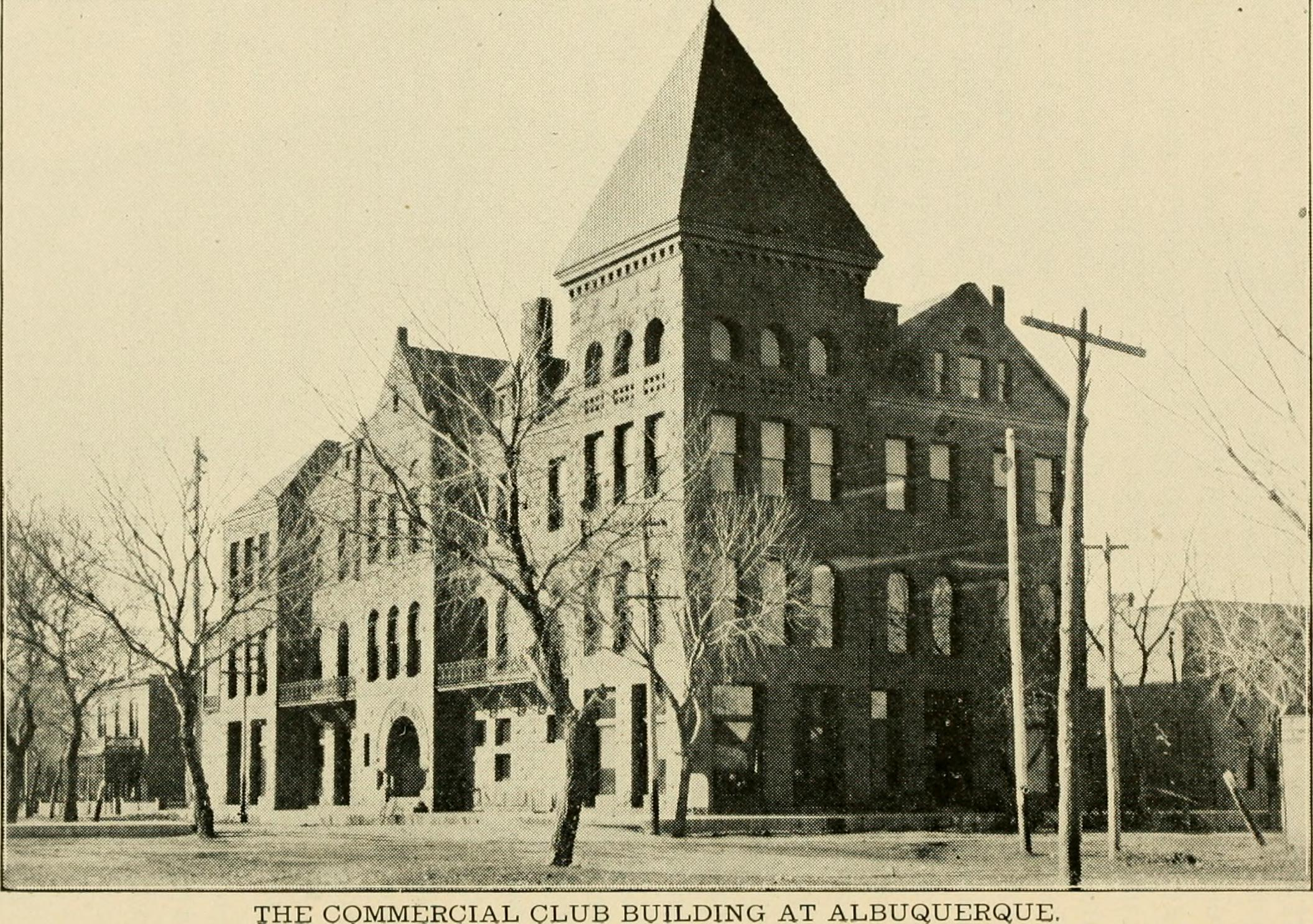
El Edificio Simms reemplazó al Club Comercial de estilo Románico Richardsoniano, construido en 1892. Algunos de los bloques de piedra arenisca se reutilizaron en el nuevo edificio.

Flatow y Moore diseñaron una atrevida torre de estilo internacional, que refleja las últimas tendencias en arquitectura moderna; el estilo se había adaptado recientemente a edificios de gran altura como Lake Shore Drive Apartments (1951) y United Nations Building (1952). Su diseño se inspiró en particular en la Lever House en Nueva York, especialmente en los muros cortina de vidrio y la forma en que la torre parecía flotar sobre su base horizontal. Mientras adoptaban un diseño futurista, los arquitectos también optaron por mantener un vínculo con el pasado reutilizando bloques de arenisca del Commercial Club en algunas de las paredes exteriores de la planta baja. El Simms Building estaba destinado a ser un símbolo de progreso y modernidad para la creciente ciudad de Albuquerque.
La construcción del edificio comenzó en septiembre de 1952 y se terminó poco más de dos años después, en noviembre de 1954. El costo de construcción original fue de aproximadamente 2 millones de dólares. El nuevo edificio era el más alto de Nuevo México, superando al First National Bank Building, y contaba con características novedosas como el primer uso de vidrio aislante Thermopane en el suroeste y un innovador sistema de calefacción y enfriamiento de paneles radiantes. El Simms Building atrajo la atención tanto a nivel local como nacional: apareció en su propio número de Albuquerque Progress, una revista mensual publicada por Albuquerque National Bank, y fue escrito en las publicaciones nacionales Progressive Architecture en 1955 (con fotos de Julius Shulman) y Architectural Forum en 1957. Según el artículo de Progressive Architecture,

Es un hecho extraño que en las ciudades más pequeñas, en general, rara vez aparece una arquitectura comercial distinguida. Una excepción sobresaliente es el Edificio Simms, en Albuquerque ... De hecho, pocos edificios de oficinas que hemos visto son más racionales, sensiblemente esquematizados estructural y mecánicamente, o más coloridos.

El edificio se vendió a Sandia Savings and Loan Association en 1973 por 1,75 millones de dólares y pasó a llamarse Sandia Savings Building, aunque el nombre de Simms persistió en el uso local. Sandia Savings realizó una serie de cambios en el edificio, cerrando el paseo al aire libre en el piso 13 para más espacio de oficinas, expandiendo el área comercial a nivel del suelo y agregando un estacionamiento de varios niveles. Los proyectos agregaron aproximadamente 1765 m² de espacio y costó 1.6 millones de dólares. En 1993 se le realizaron renovaciones menores y el nombre oficial se cambió a Simms Tower. En 2014 se completó una renovación más completa de 7 millones, que incluyó mejoras en los sistemas de plomería, electricidad y HVAC, manteniendo el carácter histórico del edificio.
El edificio fue agregado al Registro de Bienes Culturales del Estado de Nuevo México en 1997 y al Registro Nacional de Lugares Históricos en 1998. El edificio fue considerado "excepcionalmente significativo", lo que justifica su inclusión a pesar de que en ese momento solo tenía 44 años.

## Arquitectura

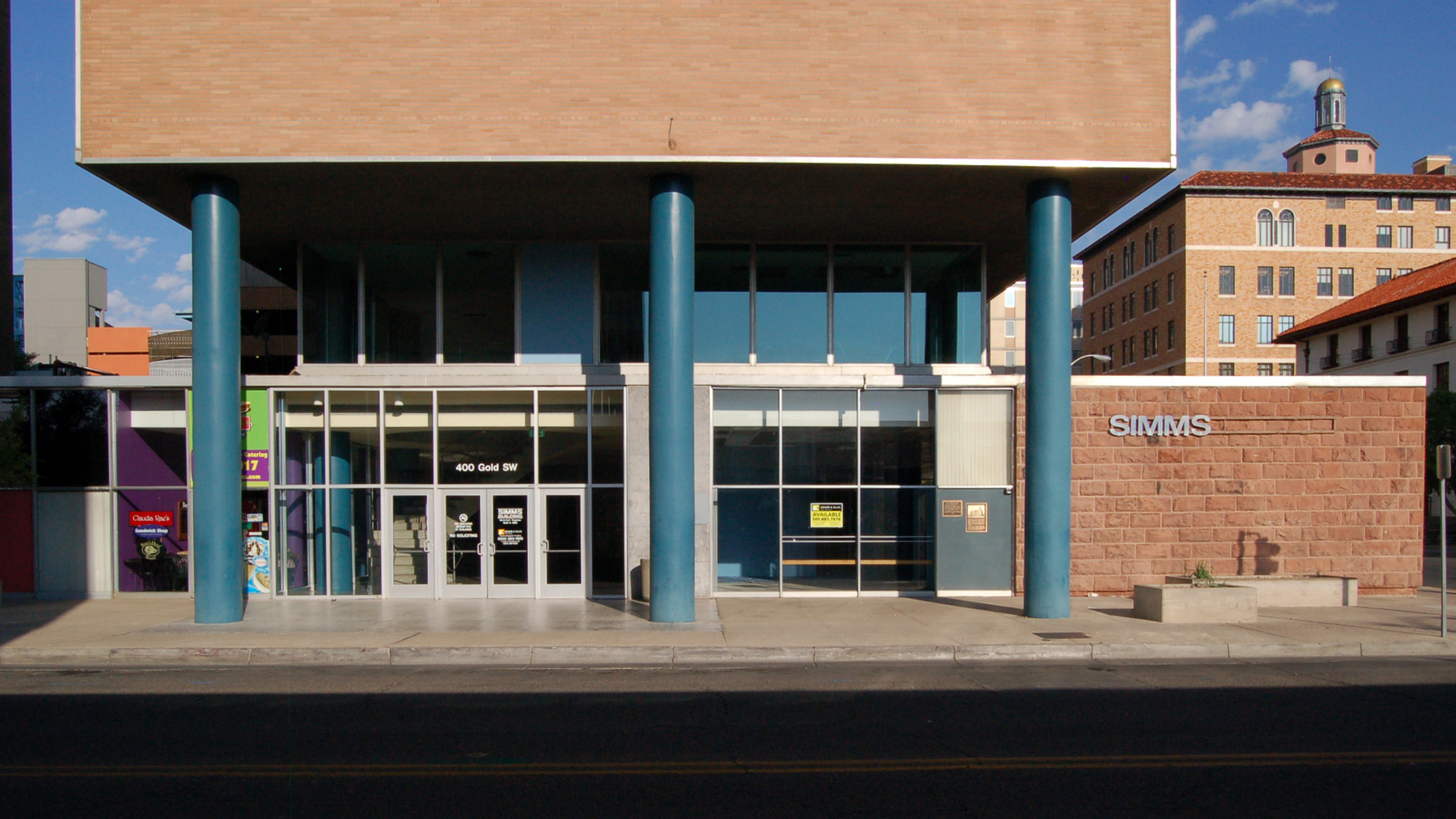
La entrada del Simms Building, incluida una sección de muro construida con arenisca reutilizada del Commercial Club

Diseñado por la firma de Flatow y Moore, el Simms Building fue uno de los primeros edificios de estilo internacional en Albuquerque (un ejemplo anterior, aunque a una escala mucho menor, es el Southern Union Gas Company Building de John Gaw Meem, construido en 1951). El edificio mide 55 m altura y tiene 13 pisos sostenidos por un marco de hormigón armado con 24 columnas en una cuadrícula de 3 por 8. La planta baja cubre la mayor parte del bloque e incluye un pequeño patio en el lado norte; la mayoría de las paredes exteriores son de vidrio con marco de aluminio, pero algunas partes utilizan la piedra arenisca reciclada del Commercial Club. El segundo piso está empotrado al ras con las columnas estructurales y nuevamente principalmente vidrio. Encima de este se encuentra el bloque principal de diez pisos del edificio, enfrentado con un muro cortina con marco de acero de vidrio Thermopane y paneles de aluminio en los lados norte y sur, y ladrillo sobre teja de arcilla estructural en los lados este y oeste sin ventanas. Se proyecta sobre la planta baja para formar arcadas cubiertas en los extremos este y oeste, con tres columnas a cada lado expuestas como pilotis. El decimotercer piso empotrado sigue el modelo del primer piso y se agregó en la década de 1970 al encerrar el paseo abierto que originalmente coronaba el edificio.
Como primer rascacielos modernista de Albuquerque, la arquitectura del edificio fue muy influyente a nivel local. Por ejemplo, el cercano New Mexico Bank & Trust Building tiene un diseño muy similar, y muchos otros edificios de la ciudad se inspiraron directa o indirectamente en el Simms Building.

## Sistema mecánico
Tras su inauguración en 1954, el Simms Building tenía un innovador sistema de calefacción y refrigeración diseñado por la empresa de ingeniería Bridgers and Paxton. Durante la operación normal, el agua subterránea de pozos profundos en el sitio, disponible en 19 °C durante todo el año, se calentó o enfrió según fuera necesario utilizando una bomba de calor y luego se hizo circular a través de paneles radiantes integrados en los muros cortina exteriores. En invierno, el sistema también podría aprovechar la calefacción solar, de hecho utilizando el soleado lado sur del edificio como un colector solar gigante que luego podría proporcionar calor al lado norte. A veces, las cargas de calefacción y refrigeración se equilibraron para que el sistema pudiera funcionar de forma autosuficiente solo con energía solar. Esta idea se desarrolló aún más en el sistema de calefacción totalmente solar que Bridgers y Paxton diseñaron dos años más tarde para su pionero Solar Building.
Si bien el sistema fue eficiente, no estuvo exento de problemas. El hecho de que el agua gastada del sistema se volviera a depositar en el suelo después de su uso significaba que los aditivos no podían usarse sin contaminar el agua subterránea, y la corrosión pronto se convirtió en un problema. Finalmente, se convirtió en un sistema cerrado en 1965. Posteriormente, el sistema no se mantuvo adecuadamente y dejó de funcionar en la década de 1970. En última instancia, fue reemplazado por sistemas convencionales de calefacción y refrigeración, algo irónicamente justo cuando el diseño original estaba atrayendo una atención renovada debido a la crisis energética de la década de 1970.

## En la cultura popular
El Simms Building apareció con frecuencia en la popular serie de AMC Breaking Bad, donde retrató la oficina de la DEA del personaje del agente Hank Schrader.